# Diego della Quadra
Diego della Quadra (falecido em 1604) foi um prelado católico romano que serviu como bispo de Lavello (1602–1604).

## Biografia
No dia 26 de junho de 1602, Diego della Quadra foi nomeado pelo Papa Clemente VIII como Bispo de Lavello. Serviu como Bispo de Lavello até à sua morte em 1604.